# M.C. Mazique
M.C. Mazique, (nacido el 2 de marzo de 1975 en Brooklyn, Nueva York) es un exjugador de baloncesto estadounidense. Con 2.06 de estatura, su puesto natural en la cancha era el de pívot.

## Trayectoria
- Universidad de Alabama (1995-1999)
- KK Zagreb (1999-2000)
- Telekom Baskets Bonn (2000-2001)
- ÉB Pau-Orthez (2001)
- Pallacanestro Trieste (2001-2002)
- CB Granada (2002-2003)
- EnBW Ludwigsburg (2002)
- Carife Ferrara (2003-2004)
- Türk Telekom B.K. (2004)
- Daegu Orions (2005)
- Aveiro Basket (2005-2006)
- ÉB Pau-Orthez (2005-2006)
- Etendard de Brest (2005)
- ES Chalon-Sur-Saone (2005)
- Aguas de Calpe (2006-2007)
- Tampereen Pyrintö (2007-2008)